# سراغة ليبية
السراغة الليبية (باللاتينية: Crepis libyca) نوع نباتي يتبع جنس السراغة من الفصيلة النجمية.

## الموئل والانتشار
موطنها المغرب العربي ومصر.

## مرادفات للاسم العلمي
- (باللاتينية: Crepis taraxacifolia var. libyca Pamp.)